# Jüdischer Friedhof (Bützow)
Der Jüdische Friedhof Bützow ist eine denkmalgeschützte jüdische Grabanlage auf dem Friedhof der Evangelischen Kirchengemeinde in Bützow im Landkreis Rostock. Er liegt an der Landesstraße 11 nach Kröpelin. Auf dem etwa 850 m² großen Areal sind 78 Grabsteine erhalten.

## Geschichte
Im Jahr 1738, früher als in anderen mecklenburgischen Landstädten, nahm die in Bützow lebende Herzogswitwe Sophie Charlotte zwei Juden, Jochim Gumpert und Nathan Hersch, als Hofjuden auf und gewährte ihnen ein besonderes Privileg. Ihre Familien und Begleiter bildeten die Grundlage einer kleinen jüdischen Gemeinde.
Die Geschichte der neuzeitlichen jüdischen Gemeinde Bützow nahm 1740 mit der Anlage eines Friedhofs auf dem Klüschenberg ihren Anfang. Leider sind aus dieser Zeit keine Grabsteine mehr erhalten, was möglicherweise darauf zurückzuführen ist, dass die Gemeindemitglieder, die in bescheidenen Verhältnissen lebten, sich keine steinernen Grabmale leisten konnten. Stattdessen verwendeten sie Eichenplanken, die im Laufe der Jahre verrotteten. Aufgrund des Anstiegs der jüdischen Bevölkerung wurde 1821 eine Erweiterung des Friedhofs notwendig. Das Areal, das seit den 1880er Jahren im Eigentum der Stadt war, ging bald in den Besitz der jüdischen Gemeinde über. Die letzte Beisetzung fand im Jahr 1918 statt. Bis 1937 wurde der Friedhof weiterhin gepflegt, obwohl die jüdische Gemeinde der Stadt 1922 aufgelöst und mit der Gemeinde Güstrow vereinigt wurde.
In der Zeit des Nationalsozialismus lebten in Bützow nur noch drei jüdische Einwohner. Diese wurden 1942 und 1944 deportiert und ermordet. Obwohl eine ursprünglich geplante Einebnung des jüdischen Friedhofes nicht stattfand, wurden gegen Ende des Krieges Grabsteine zweckentfremdet und beim Bau von Panzersperren verwendet. Auf Befehl des sowjetischen Stadtkommandanten wurden die Steine nach 1945 wieder an ihren ursprünglichen Platz zurückgebracht. Wie in vielen anderen mecklenburgischen Landstädten gab es auch in Bützow nach dem Krieg keine jüdischen Einwohner mehr. 1955 erwarb die Evangelische Kirchengemeinde den Begräbnisplatz und schloss einen Pflegevertrag ab. Anfang September 2002 wurde der Friedhof erneut geschändet: Zehn Grabsteine wurden umgeworfen und teilweise zerstört, zudem wurden einige mit Nazisymbole besprüht.
Von 2011 bis 2016 wurde der Friedhof umfassend restauriert, wobei die erhaltenen 78 Grabmale wiederhergestellt wurden.

## Bützower Baudenkmal Nr. 0269
Dem Bützower Baudenkmal Nr. 0269 sind folgende Denkmale und Kleindenkmale untergliedert:
- Friedhof
- Friedhofskapelle
- Mausoleen
- Jüdischer Friedhof
- Ehrenfriedhof mit Mahnmal für Opfer des Nationalsozialismus
- Grabmal Ernst Mundt
- Grabmal Wilhelm Paschen und Frau
- Grabmal Heinrich Lenschau